# Rekoil
Rekoil est un jeu vidéo de tir à la première personne développé par Plastic Piranha et édité par 505 Games, sorti en 2014 sur Windows et Xbox 360.

## Accueil
- Canard PC : 1/10[1]
- IGN : 3,0/10[2]
- Jeuxvideo.com : 9/20[3]